# アクハト

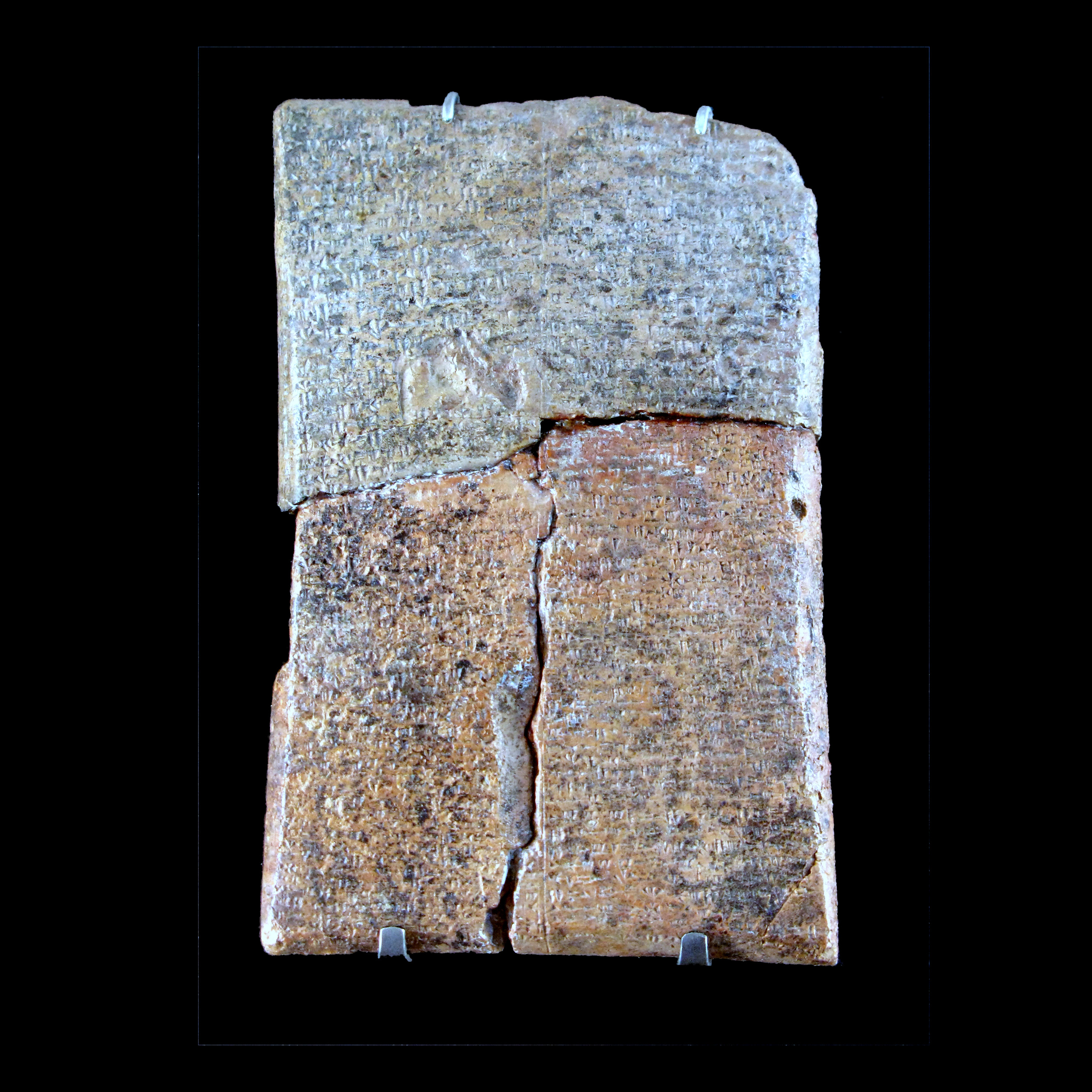
ダニルの叙事詩「 ルーブル美術館」のタブレット部分

アクハトはウガリット神話の『アクハトの伝説』（Epic of Aqhat）の英雄ハルナイム（ハラナムとも）の王ダニルウの息子。   

## アクハトの物語
ある時、女神アナトはダニルウ（ダニエルとも）が工芸神コシャル・ハシスに頼んで、息子アクハトの為に特別に作らせた弓を手に入れようと考えた。彼女はアクハトに金や銀、不死の命とその弓を交換しようと持ちかけるが、アクハトは頑としてこれを拒んだ。これに怒ったアナトはイルの下へ行き、アクハトに復讐する事を告げた。イルはこれを咎めるが彼女は聞かず、自身に仕える戦士・ヤトパン（ヤプタンとも）を送り込み、アクハトを殺させた。すると、アクハトの死と共に地上に乾期が訪れた。アナトは自分の所業を後悔した。そしてアクハトの姉妹であるプガトは喪が明けた後、復讐を誓い、アクハトの仇であるヤトパンを探し出し殺した。その後の物語の詳細は粘土板の消失で不明だが、おそらくアクハトは蘇生し、地上にはまた雨が降るようになったと思われる。 

## ノート
1. ↑  Virolleaud 1936, et al.
2. ↑  『世界最古の物語』228-242頁（「天の弓」）